# 애적영요
애적영요(중국어 정체자: 愛的榮耀, 병음: Ài dė róng yào 아이더룽야오[*], 영어:  Glory of Love)는 민간 전민 텔레비전에서 2023년 10월 31일부터 2024년 12월 24일까지 방송한 중화민국의 텔레비전 드라마이다.

## 등장 인물
- 우완쥔
- 푸쯔춘
- 우하오성
- 장쥔한
- 황젠췬
- 천옌안
- 쑤빙셴
- 천시펑
- 라이후이루
- 먀오전
- 라이첸허
- 장자웨이
- 옌샤오윈
- 마쥔린
- 천자쿠이
- 푸샤오윈
- 후자아이
- 판이루
- 뤄쯔웨이
- 천유룽
- 황사오구
- 황원싱
- 저우위러우
- 양하오웨이
- 허햐오제
- 장보저우
- 훙하오쥔
- 롼스추이헝
- 장스셴
- 리페이링
- 황위안위안
- 왕찬
- 린웨이